# Риверо, Диего
Дие́го Алеха́ндро Риве́ро (исп. Diego Alejandro Rivero; 11 августа 1981, Пуэрто-Эсперанса, Мисьонес, Аргентина) — аргентинский футболист, полузащитник. Также известен под прозвищем «Ослик» (Burrito).

## Игровая карьера
В своём первом клубе «Чакарита Хуниорс» Диего Риверо дебютировал в 1998 году при Рейнальдо Мерло в качестве технического директора. Его природной позицией является правый фланг полузащиты, но начинал он играть в качестве центрального полузащитника.

### «Сан-Лоренсо» (2006 – 2010)
В 2006 году, после двух лет, проведённых в мексиканских клубах «Пачуке» и «Крус Асуль», Диего вернулся в Аргентину, подписав контракт с «Сан-Лоренсо». В розыгрыше Клаусуры 2006 «Сан-Лоренсо» хорошо стартовал и шёл на 5-м месте. Он сыграл в 11 матчах из 19 и не забил ни одного гола. В Апертуре того же года «Сан-Лоренсо» занял 9-е место. Диего сыграл в 14 матчах из 19 и ни разу не отличился забитым голом.
На следующий год «Сан-Лоренсо» блестяще провёл Клаусуру и стал чемпионом Аргентины. Диего провёл 13 матчей из 19. В Клаусуре команда выступила не так удачно, заняв лишь 9-е место, а Диего вышел на поле 11 раз из 19.
В 2008 году Диего в составе клуба принял участие сразу в двух турнирах — чемпионате Аргентины и Кубке Либертадорес. В чемпионате Аргентины «Сан-Лоренсо» выступил удачно, заняв 4-е место. В розыгрыше Кубка Либертадорес «Сан-Лоренсо» дошёл до четвертьфинала, где уступил эквадорскому клубу «Лига де Кито» в серии пенальти 5–3, тогда как по сумме двух матчей был зафиксирован ничейный счёт — 2–2. Всего в двух турнирах Диего провёл 21 матч. В Апертуре «Сан-Лоренсо» занял первое место вместе с «Бокой Хуниорс» и «Тигре». После этого команды разыграли между собой турнир за первое место, так называемый «треугольный финал». Обыграв «Тигре» со счётом 3–1, «Сан-Лоренсо» уступил «Боке» 2–1. Команды набрали одинаковое количество очков, поэтому чемпион был определён по лучшей разнице забитых и пропущенных мячей. Им стала «Бока Хуниорс», тогда как «Сан-Лоренсо» занял третье место. Диего сыграл в 16 матчах из 19.
В 2009 году «Сан-Лоренсо» вновь стартовал одновременно в чемпионате Аргентины и Кубке Либертадорес. В Клаусуре «святые» стали лишь 11-ми, а в Кубке Либертадорес не смогли выйти в плей-офф, заняв во втором этапе 4-е место. Диего сыграл в 10 матчах в обоих турнирах. В августе клуб принял участие в Южноамериканском кубке, где уступил в четвертьфинале уругвайскому «Ривер Плейту». По сумме двух матчей был зафиксирован счёт 1–1, а в серии пенальти сильнее оказались уругвайцы — 7–6. Диего провёл 23 матча и забил 3 гола.
В Клаусуре 2010 «Сан-Лоренсо» занял 15-е место, а Диего принял участие в 11 матчах. В Апертуре команда не смогла качественно изменить свою игру и улучшила свой результат лишь на одну позицию, закончив турнир на 14-м месте. Диего вышел на поле в 8-ми матчах из 19.

### «Бока Хуниорс» (2011 – )
В 2011 году Диего подписал контракт с «Бокой Хуниорс». «Генуэзцы» откровенно плохо начали сезон, но по прошествии некоторого времени смогли улучшить своё положение и в итоге занять 7-е место. Диего боролся за место в составе с Кристианом Чавесом, но, в конце концов, остался в числе дублёров, сыграв в турнире всего в 4 матчах из 19. В Апертуре «Бока» стала чемпионом, не проиграв ни одного матча. По ходу турнира Диего смог завоевать место в основном составе и провёл выдающийся сезон, сыграв в 16 матчах из 19 и забив 2 гола.
2012 год «Бока» начала участием в трёх турнирах — чемпионате Аргентины, Кубке Либертадорес и Кубке Аргентины. Клаусуру «Бока» закончила на 4-м месте. В Кубке Либертадорес клуб выступил гораздо удачнее, дойдя до финала турнира, где уступил бразильскому «Коринтиансу» по сумме двух матчей со счётом 3–1. В первом матче, прошедшем в Буэнос-Айресе на стадионе «Бомбонера» и завершившемся ничьей 1–1, Диего вышел на 82-й минуте, заменив Пабло Ледесму. В ответном матче на стадионе «Пакаэмбу» в Сан-Паулу, закончившемся победой хозяев 2–0, Диего не вышел на поле. После этого, в августе, «Бока» дошла до финала Кубка Аргентины, где обыграла со счётом 2–1 «Расинг» и стала обладателем трофея.

## Достижения
Чакарита Хуниорс
- Примера Б (1-е место): 1998/99

 Сан-Лоренсо
- Чемпионат Аргентины (1-е место): 2007

 Чакарита Хуниорс
- Чемпионат Аргентины (1-е место): 2011
- Кубок Аргентины (1-е место): 2011/12